# Ему австралійський
Ему австралійський (Dromaius novaehollandiae) — єдиний сучасний вид із роду ему, другий за висотою птах після страуса.

## Біоморфологічна характеристика
Максимальний зріст ему може досягати 190 см, середній — 175 см. Середня вага становить від 36 до 40 кілограмів, при цьому самиці зовсім трохи більші. Голова вкрита чорним пір'ям, дзьоб чорний. Шия довга, білувато-блакитна. Ноги голі й довгі. Ему — єдині птахи з литковими м'язами, що робить їх більш пристосованими до бігу на довгі дистанції. Вони здатні досить довго підтримувати швидкість 13.4 м/с із середнім кроком 3 метри. Ноги також служать потужною зброєю. Лапи мають три пальці, всі спрямовані вперед. Ему мають рудиментарні крила. Оперення загалом складається зі суміші коричневого і сірого. У молодих особин є додатковий камуфляж у вигляді поздовжніх смуг на їхньому набагато тоншому оперенні.

## Ареал
Ендемік Австралії. Ареал ему охоплює більшу частину материкової Австралії але три підвиди, які вимерли після заселення Австралії європейцями в 1788 році, населяли Тасманію, острови Кенгуру й Кінг.
Займають майже всі доступні біоми в Австралії. Надають перевагу савановим лісам і трав'янистим місцевостям. Через потребу у воді вони уникають густих лісистих районів і пустельних регіонів.

## Життєвий цикл
Ему демонструють багатогранні моделі розмноження. Як самці, так і самиці набирають вагу впродовж сезону розмноження, при цьому самиця стає трохи важчою — від 45 до 58 кг. Насиджує яйця самець, який у цей час не п'є, не їсть і не випорожняється, а лише приблизно 10 разів на день перевертає яйця. Через 48–56 днів інкубації всі яйця вилупляться протягом кількох днів. Середня вага при народженні становить 500 грамів. Самець охороняє пташенят до семи місяців, навчаючи їх знаходити їжу. Вони можуть залишатися в сімейній групі приблизно пів року. У неволі тривалість життя може сягати 20 років, у дикій природі цей термін скорочується до 10 років.

## Поведінка
Ему, як правило, самотні птахи, але проявляють соціальну поведінку, коли це вигідно — наприклад, спільне використання гнізд і пошук їжі. Ему — суворо денні, вміють плавати, а також виявляють грайливу цікавість один до одного та до інших тварин, що особливо відзначається в умовах неволі. Територія, яку вони займають є динамічною. Вони перебувають в русі в пошуках води і їжі; винятками є період висиджування яєць і виховання молоді, коли вони обмежені в русі. Живляться вони фруктами, насінням, комахами та дрібними тваринами. Ему здатні накопичувати значну кількість жиру і втратити більше половини маси тіла протягом тривалих періодів голодування.
Основним сучасним хижаком для ему є динго. Іншим хижаком є орел австралійський, який найімовірніше полює на дрібні чи молоді екземпляри. Також хижаками можуть бути варани, інтродуковані червоні лисиці, дикі й домашні собаки, а також дикі свині.